# Partido de la Madre Patria (Azerbaiyán)
El Partido de la Madre Patria (Azerbaiyano: Ana Vətən Partiyası) es un partido político conservador nacionalista azerbaiyano. Sus miembros son principalmente de azeríes originarios de Armenia. Fue fundado en 1990 por Fezail Agamali antiguo viceministro de protección social nacido en Armenia, y es su cabeza. En las elecciones parlamentarias azeríes de 2010 el partido obtuvo el 1,4% de los votos y 2 escaños de un total de 125 escaños en la Asamblea Nacional de la República de Azerbaiyán.